# Poljanice (Ljig)
Poljanice (Servisch cyrillisch Пољанице) is een plaats in de Servische gemeente Ljig. De plaats telt 544 inwoners (2002).